# Belhomert-Guéhouville
Belhomert-Guéhouville település Franciaországban, Eure-et-Loir megyében. Lakosainak száma 811 fő (2022. január 1.). Belhomert-Guéhouville Digny községgel határos.

## Népesség
A település népességének változása:
| Lakosok száma | 437  | 589  | 773  | 800  | 812  | 804  | 800  | 799  | 797  | 811  |
|               | 1968 | 1982 | 1990 | 2006 | 2013 | 2015 | 2017 | 2019 | 2020 | 2022 |